# Lucifer (album Shinee)
Lucifer – drugi album studyjny południowokoreańskiej grupy SHINee, wydany 19 lipca 2010 roku. Osiągnął 1 pozycję na listach przebojów w Korei Południowej, sprzedając się w liczbie 150 522 egzemplarzy (stan na czerwiec 2016 r.).

## Lista utworów
| CD  | CD                                                                    | CD                      | CD                                                   | CD      |
| Nr  | Tytuł utworu                                                          | Tekst                   | Muzyka                                               | Długość |
| --- | --------------------------------------------------------------------- | ----------------------- | ---------------------------------------------------- | ------- |
| 1.  | „Up & Down”                                                           | Misfit, Jonghyun, Minho | wiidope                                              | 3:33    |
| 2.  | „Lucifer”                                                             | Yoo Young-jin           | Ryan Jhun, Yoo Young-jin, Adam Kapit, Bebe Rexha     | 3:54    |
| 3.  | „Electric Heart”                                                      | Kim Bu-min              | Hitchhiker                                           | 3:19    |
| 4.  | „A-Yo”                                                                | Ha Jung-heon            | Denzil "DR" Remedios, Kibwe "12Keyz" Luke, Erin Reid | 4:27    |
| 5.  | „Yok (Obsession)” (kor. 욕 (慾) (Obsession))                          | Jonghyun, Minho         | John Ho, Sean Alexander, Jimmy Burney                | 4:08    |
| 6.  | „Hwasal (Quasimodo)” (kor. 화살 (Quasimodo))                          | Jo In-hyung             | Michael Lee                                          | 4:08    |
| 7.  | „Ak (Shout Out)” (kor. 악 (Shout Out))                                | JQ, SHINee, Misfit      | Steven Lee, Drew Ryan Scott, Sean Alexander          | 2:53    |
| 8.  | „Wowowow”                                                             | Kim Jin-hee, Minho      | Will Simms, Emma Stevens                             | 3:11    |
| 9.  | „Your Name”                                                           | Onew, Choi Minho        | Brandon Fraley                                       | 4:06    |
| 10. | „Life”                                                                | Kim Jung-bae            | Kenzie                                               | 4:38    |
| 11. | „Ready or Not”                                                        | Misfit                  | Mikko Tamminen, Risto Asikainen, Will Simms          | 3:03    |
| 12. | „Love Pain”                                                           | Kim Tae-sung            | Kim Tae-sung, Roh Tae-ryung                          | 3:43    |
| 13. | „Sa.Gye.Hu (Love Still Goes On)” (kor. 사.계.후 (Love Still Goes On)) | Lee Yun-jae, JQ         | Lee Yun-jae, Rado                                    | 2:56    |

## Hello
30 września 2010 roku album został wydany ponownie pod nowym tytułem Hello i zawierał dodatkowo trzy nowe utwory: Hello, Hana (One), Get It. Osiągnął 17 pozycję na listach przebojów w Korei Południowej, sprzedając się w ilości 104 369 egzemplarzy (stan na czerwiec 2016 r.)

### Lista utworów
| CD  | CD                                                                    | CD                        | CD                                                              | CD      |
| Nr  | Tytuł utworu                                                          | Tekst                     | Muzyka                                                          | Długość |
| --- | --------------------------------------------------------------------- | ------------------------- | --------------------------------------------------------------- | ------- |
| 1.  | „Lucifer”                                                             | Yoo Young-jin             | Ryan Jhun, Yoo Young-jin, Adam Kapit, Bebe Rexha                | 3:54    |
| 2.  | „Hello”                                                               | Kim Ina, Minho            | RTim McEwan, Jess Cates, Lars Jensen; Park Bum-geun (aranżacja) | 3:04    |
| 3.  | „Hana (One)” (kor. 하나 (One))                                        | Park Sung-soo, Minho      | Park Sung-soo                                                   | 3:34    |
| 4.  | „Get It”                                                              | Ceejay, Gilme, Minho, Key | Honor Roll, Ryan Jhun, Denzil Remedios, Kibwe Luke              | 3:23    |
| 5.  | „Up & Down”                                                           | Misfit, Jonghyun, Minho   | wiidope                                                         | 3:33    |
| 6.  | „Electric Heart”                                                      | Kim Bu-min                | Hitchhiker                                                      | 3:19    |
| 7.  | „A-Yo”                                                                | Ha Jung-heon              | Denzil "DR" Remedios, Kibwe "12Keyz" Luke, Erin Reid            | 4:27    |
| 8.  | „Yok (Obsession)” (kor. 욕 (慾) (Obsession))                          | Jonghyun, Minho           | John Ho, Sean Alexander, Jimmy Burney                           | 4:08    |
| 9.  | „Hwasal (Quasimodo)” (kor. 화살 (Quasimodo))                          | Jo In-hyung               | Michael Lee                                                     | 4:08    |
| 10. | „Ak (Shout Out)” (kor. 악 (Shout Out))                                | JQ, SHINee, Misfit        | Steven Lee, Drew Ryan Scott, Sean Alexander                     | 2:53    |
| 11. | „Wowowow”                                                             | Kim Jin-hee, Minho        | Will Simms, Emma Stevens                                        | 3:11    |
| 12. | „Your Name”                                                           | Onew, Choi Minho          | Brandon Fraley                                                  | 4:06    |
| 13. | „Life”                                                                | Kim Jung-bae              | Kenzie                                                          | 4:38    |
| 14. | „Ready or Not”                                                        | Misfit                    | Mikko Tamminen, Risto Asikainen, Will Simms                     | 3:03    |
| 15. | „Love Pain”                                                           | Kim Tae-sung              | Kim Tae-sung, Roh Tae-ryung                                     | 3:43    |
| 16. | „Sa.Gye.Hu (Love Still Goes On)” (kor. 사.계.후 (Love Still Goes On)) | Lee Yun-jae, JQ           | Lee Yun-jae, Rado                                               | 2:56    |

## Notowania
| Lista                          | Najwyższa pozycja |
| Lucifer                        | Lucifer           |
| ------------------------------ | ----------------- |
| Gaon Weekly Album Chart        | 1                 |
| Gaon Monthly Album Chart       | 1                 |
| Gaon Yearly Album Chart        | 39                |
| Astrovision Weekly Album Chart | 1                 |
| Odyssey Weekly Album Chart     | 4                 |
| Hello                          |                   |
| Gaon Weekly Album Chart        | 1                 |
| Gaon Monthly Album Chart       | 5                 |
| Gaon Yearly Album Chart        | 21                |